# Lámpara de descarga

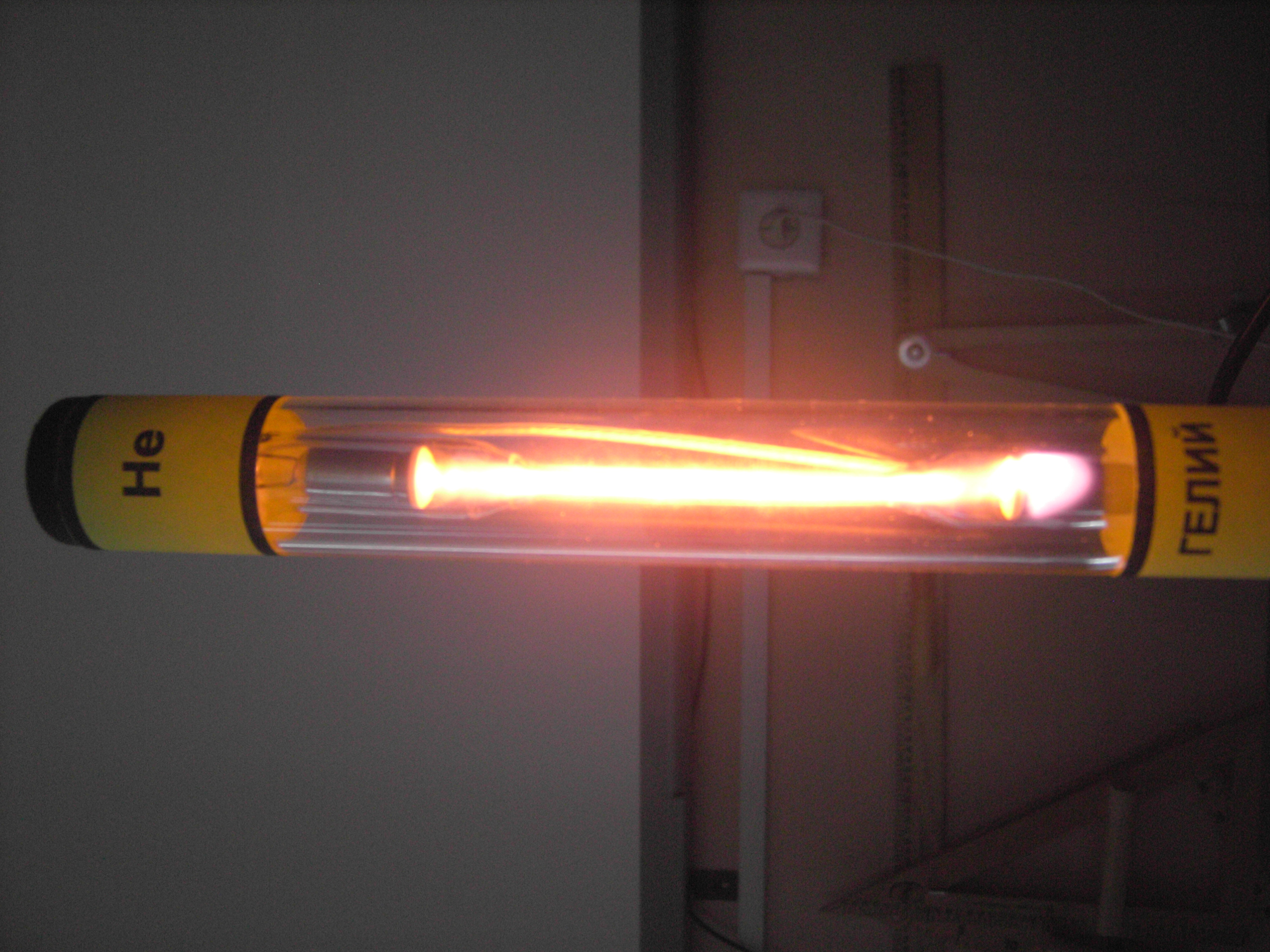
Descarga luminosa en un tubo que contiene He

Lámparas de descarga son las lámparas eléctricas  que utilizan como elemento luminoso corriente eléctrica a través de un gas, en contraposición a las lámparas de filamento que usan la circulación de corriente eléctrica en un sólido. El término descarga viene del hecho que se descarga corriente eléctrica a través del gas, ya que originalmente los altos voltajes  necesarios para su funcionamiento provenían de la descarga de un capacitor. Cualquier gas es apto para la descarga eléctrica como lo demuestran los rayos que generan una gran cantidad de luz (relámpago) al circular corriente por el aire y vapor de agua en la nube.  

## Lámparas de descarga comerciales e industriales

### Lámparas fluorescentes
Las lámparas fluorescentes son lámparas de vapor de mercurio a baja presión (0.8 Pa). Son de luz dura. En estas condiciones, en el espectro de emisión del mercurio predominan las radiaciones
ultravioletas en la banda de 253.7 nm. Para que estas radiaciones sean útiles, se
recubren las paredes interiores del tubo con polvos fluorescentes que convierten los rayos ultravioletas en radiaciones visibles. De la composición de estas sustancias dependerán la cantidad y calidad de la luz, y las cualidades cromáticas de la lámpara. En la actualidad se usan dos tipos de polvos; los que producen un espectro continuo y los trifósforos que emiten un espectro de tres bandas con los colores primarios. De la combinación de estos tres colores se obtiene una luz blanca que ofrece un buen rendimiento de color sin penalizar la eficiencia como ocurre en el caso del espectro continuo.
Las lámparas fluorescentes se caracterizan por carecer de ampolla exterior. Están formadas por un tubo de diámetro normalizado, normalmente cilíndrico, cerrado en cada extremo con un casquillo de dos contactos donde se alojan los electrodos. El tubo de descarga está relleno con vapor de mercurio a baja presión y una pequeña cantidad de un gas inerte que sirve para facilitar el encendido y controlar la descarga de electrones. La rotura de las lámparas fluorescentes libera vapor de mercurio que incrementa el riesgo de envenenamiento por mercurio.
La eficacia de estas lámparas depende de muchos factores: potencia de la lámpara, tipo y presión del gas de relleno, propiedades de la sustancia fluorescente que recubre el tubo, temperatura ambiente... Esta última es muy importante porque determina la presión del gas y en último término el flujo de la lámpara. La eficacia oscila entre los 38 y 91 lm/W dependiendo de las características de cada lámpara.
La duración de estas lámparas se sitúa entre 5000 y 7000 horas. Su vida termina cuando
el desgaste sufrido por la sustancia emisora que recubre los electrodos, hecho que se
incrementa con el número de encendidos, impide el encendido al necesitarse una tensión
de ruptura superior a la suministrada por la red. Además de esto, hemos de considerar la
depreciación del flujo provocada por la pérdida de eficacia de los polvos fluorescentes y el
ennegrecimiento de las paredes del tubo donde se deposita la sustancia emisora.
El rendimiento en color de estas lámparas varía de moderado a excelente según las
sustancias fluorescentes empleadas. Para las lámparas destinadas a usos habituales que
no requieran de gran precisión su valor está entre 80 y 90. De igual forma la apariencia y
la temperatura de color varía según las características concretas de cada lámpara.
| Apariencia de color | Tcolor (K) |
| ------------------- | ---------- |
| Blanco cálido       | 3000       |
| Blanco              | 3500       |
| Natural             | 4000       |
| Blanco frío         | 4200       |
| Luz día             | 6500       |

Las lámparas fluorescentes necesitan para su funcionamiento la presencia de elementos auxiliares. Para limitar la corriente que atraviesa el tubo de descarga utilizan el balastro y para el encendido existen varias posibilidades que se pueden resumir en arranque con cebador o sin él. En el primer caso, el cebador se utiliza para calentar los electrodos antes de someterlos a la tensión de arranque. En el segundo caso tenemos las lámparas de arranque rápido en las que se calientan continuamente los electrodos y las de arranque instantáneo en que la ignición se consigue aplicando una tensión elevada. Más modernamente han aparecido las lámparas fluorescentes compactas que llevan incorporado el balasto y el cebador. Son lámparas pequeñas con casquillo de rosca o bayoneta pensadas para sustituir a las lámparas incandescentes con ahorros de hasta el 70% de energía y unas buenas prestaciones.

### Lámparas de vapor de mercurio a alta presión
A medida que aumentamos la presión del vapor de mercurio en el interior del tubo de
descarga, la radiación ultravioleta característica de la lámpara a baja presión pierde
importancia respecto a las emisiones en la zona visible (violeta de 404.7 nm, azul 435.8
nm, verde 546.1 nm y amarillo 579 nm). En estas condiciones la luz emitida, de color azul verdoso, no contiene radiaciones rojas.
Para resolver este problema se acostumbra a añadir sustancias fluorescentes que emitan
en esta zona del espectro. De esta manera se mejoran las características cromáticas de
la lámpara. La temperatura de color se mueve entre 3500 y 4500 K con índices de
rendimiento en color de 40 a 45 normalmente. La vida útil, teniendo en cuenta la
depreciación, se establece en unas 8000 horas. La eficacia oscila entre 40 y 60 lm/W y
aumenta con la potencia, aunque para una misma potencia es posible incrementar la
eficacia añadiendo un recubrimiento de polvos fluorescentes que conviertan la luz ultravioleta en visible.
Los modelos más habituales de estas lámparas tienen una tensión de encendido entre 150
y 180 V que permite conectarlas a la red de 220 V sin necesidad de elementos auxiliares.
Para encenderlas se recurre a un electrodo auxiliar próximo a uno de los electrodos
principales que ioniza el gas inerte contenido en el tubo y facilita el inicio de la descarga
entre los electrodos principales. A continuación se inicia un periodo transitorio de unos
cuatro minutos, caracterizado porque la luz pasa de un tono violeta a blanco azulado, en
el que se produce la vaporización del mercurio y un incremento progresivo de la presión
del vapor y el flujo luminoso hasta alcanzar los valores normales. Si en estos momentos
se apagara la lámpara no sería posible su reencendido hasta que se enfriara, puesto que
la alta presión del mercurio haría necesaria una tensión de ruptura muy alta.

### Lámparas de luz de mezcla
Las lámparas de luz de mezcla son una combinación de una lámpara de mercurio de alta
presión con una lámpara incandescente y, habitualmente, un recubrimiento
fosforescente. El resultado de esta mezcla es la superposición, al espectro del mercurio,
del espectro continuo característico de la lámpara incandescente y las radiaciones rojas
provenientes de la fosforescencia.
Su eficacia se sitúa entre 20 y 60 lm/W y es el resultado de la combinación de la eficacia
de una lámpara incandescente con la de una lámpara de descarga. Estas lámparas
ofrecen una buena reproducción del color con un rendimiento en color de 60 y una
temperatura de color de 3600 K.
La duración viene limitada por el tiempo de vida del filamento que es la principal causa de
fallo. Respecto a la depreciación del flujo hay que considerar dos causas. Por un lado
tenemos el ennegrecimiento de la ampolla por culpa del wolframio evaporado y por otro la
pérdida de eficacia de los polvos fosforescentes. En general, la vida media se sitúa en
torno a las 6000 horas.
Una particularidad de estas lámparas es que no necesitan balasto ya que el propio
filamento actúa como estabilizador de la corriente. Esto las hace adecuadas para sustituir
las lámparas incandescentes sin necesidad de modificar las instalaciones.

### Lámparas con halogenuros metálicos
Si añadimos en el tubo de descarga yoduros metálicos (sodio, talio, indio...) se consigue
mejorar considerablemente la capacidad de reproducir el color de la lámpara de vapor de
mercurio. Cada una de estas sustancias aporta nuevas líneas al espectro (por ejemplo
amarillo el sodio, verde el talio y rojo y azul el indio).
Los resultados de estas aportaciones son una temperatura de color de 3000 a 6000 K
dependiendo de los yoduros añadidos y un rendimiento del color de entre 65 y 85. La
eficiencia de estas lámparas ronda entre los 60 y 96 lm/W y su vida media es de unas
10000 horas. Tienen un periodo de encendido de unos diez minutos, que es el tiempo
necesario hasta que se estabiliza la descarga. Para su funcionamiento es necesario un
dispositivo especial de encendido, puesto que las tensiones de arranque son muy
elevadas (1500-5000 V)
Las excelentes prestaciones cromáticas la hacen adecuada entre otras para la iluminación
de instalaciones deportivas, para retransmisiones de TV, estudios de cine, proyectores,
etc.

### Lámparas de vapor de sodio a baja presión
La radiación emitida, de color amarillo, está muy próxima al máximo de sensibilidad del ojo humano (555 nm). Por ello, la eficacia de estas lámparas es muy elevada (entre 160 y 180 lm/W). Otras ventajas que ofrece es que permite una gran comodidad y agudeza visual, además de una buena percepción de contrastes. En cambio, su monocromatismo hace que la reproducción de colores y el rendimiento en color sean muy malos haciendo casi imposible distinguir los colores de los objetos.
La vida media de estas lámparas es muy elevada, de unas 15000 horas y la depreciación de flujo luminoso que sufren a lo largo de su vida es muy baja por lo que su vida útil es de
entre 6000 y 8000 horas. Esto junto a su alta eficiencia y las ventajas visuales que ofrece
la hacen muy adecuada para usos de alumbrado público, aunque también se utiliza con
finalidades decorativas. En cuanto al final de su vida útil, este se produce por agotamiento
de la sustancia emisora de electrones como ocurre en otras lámparas de descarga.
Aunque también se puede producir por deterioro del tubo de descarga o de la ampolla
exterior.
En estas lámparas el tubo de descarga tiene forma de U para disminuir las pérdidas por
calor y reducir el tamaño de la lámpara. Está elaborado de materiales muy resistentes
pues el sodio es muy corrosivo y se le practican unas pequeñas hendiduras para facilitar
la concentración del sodio y que se vaporice a la temperatura menor posible. El tubo está
encerrado en una ampolla en la que se ha practicado el vacío con objeto de aumentar el
aislamiento térmico. De esta manera se ayuda a mantener la elevada temperatura de
funcionamiento necesaria en la pared del tubo (270 °C).
El tiempo de arranque de una lámpara de este tipo es de unos diez minutos. Es el tiempo
necesario desde que se inicia la descarga en el tubo en una mezcla de gases inertes
(neón y argón) hasta que se vaporiza todo el sodio y comienza a emitir luz. Físicamente
esto se corresponde a pasar de una luz roja (propia del neón) a la amarilla característica
del sodio. Se procede así para reducir la tensión de encendido.

### Lámparas de vapor de sodio a alta presión
Las lámparas de vapor de sodio a alta presión tienen una distribución espectral que abarca casi todo el espectro visible proporcionando una luz blanca dorada mucho más agradable que la proporcionada por las lámparas de baja presión.
Las consecuencias de esto es que tienen un rendimiento en color (Tcolor= 2100 K) y capacidad para reproducir los colores mucho mejores que la de las lámparas a baja presión (IRC = 25, aunque hay modelos de 65 y 80 ). No obstante, esto se consigue a base de sacrificar eficacia; aunque su valor que ronda los 130 lm/W sigue siendo un valor alto comparado con los de otros tipos de lámparas.
La vida media de este tipo de lámparas ronda las 20000 horas y su vida útil entre 8000 y
12000 horas. Entre las causas que limitan la duración de la lámpara, además de mencionar la depreciación del flujo tenemos que hablar del fallo por fugas en el tubo de descarga y del incremento progresivo de la tensión de encendido necesaria hasta niveles que impiden su correcto funcionamiento. Las condiciones de funcionamiento son muy exigentes debido a las altas temperaturas
(1000 °C), la presión y las agresiones químicas producidas por el sodio que debe soportar el tubo de descarga. En su interior hay una mezcla de sodio, vapor de mercurio que actúa como amortiguador de la descarga y xenón que sirve para facilitar el arranque y reducir las pérdidas térmicas. El tubo está rodeado por una ampolla en la que se ha hecho el vacío. La tensión de encendido de estas lámparas es muy elevada y su tiempo de arranque es muy breve.
Este tipo de lámparas tienen muchos usos posibles tanto en iluminación de interiores como de exteriores. Algunos ejemplos son en iluminación de naves industriales, alumbrado público o iluminación decorativa.